# Зеликович, Антонина Викторовна
Антонина Викторовна Зеликович (в девичестве Махина; род. 4 марта 1958, 18 февраля 1958[…] или 12 июля 1958, Рязань) — советская и российская гребчиха, двукратный серебряный и бронзовый призёр Олимпийских игр. Заслуженный мастер спорта СССР (1981).

## Биография
На Олимпиаде 1980 года выступала в одиночке и завоевала серебряную медаль. На Олимпийских играх 1988 выступала в женской парной четвёрке (под фамилией Думчева) и вновь стала серебряным призёром.
В 1992 году женская парная четвёрка (Екатерина Ходотович, Антонина Зеликович, Татьяна Устюжанина, Елена Хлопцева) завоевала бронзовую медаль Олимпийских игр, оказавшуюся единственной медалью Объединённой команды в академической гребле.
Виктор Алешин — один из наставников спортсменки.